# Exorcism : The Possession of Gail Bowers
Pour plus de détails, voir Fiche technique et Distribution.
Exorcism : The Possession of Gail Bowers est un film d'horreur américain sorti directement en vidéo réalisé par Leigh Scott, sorti en 2006. Il est considéré comme un mockbuster du film de 2005 L'Exorcisme d'Emily Rose.

## Synopsis
Le film se déroule dans une partie non nommée de la Floride. Un prêtre, le père Thomas Bates, est appelé pour aider à exorciser Gail Bowers, qui est devenue possédée par des forces malveillantes. Le père Bates est d’abord alerté sur le cas par un couple local, Clark et Anne Pederson. Clark, un travailleur de Blackthorn Industries, raconte les problèmes auxquels le quartier est confronté en raison de la possession de Gail Bowers, et que la science médicale n’a pas réussi à traiter.
En utilisant les pouvoirs qui lui ont été conférés par l’Église, le père Bates rend visite à Gail Bowers chez elle et commence à pratiquer un exorcisme sur elle. C’est au cours de cette cérémonie que les forces malveillantes possédant Gail commencent à se battre contre le prêtre, et sont forcées de se révéler pour la première fois.

## Distribution
- Erica Kessler : Gail Bowers
- Noel Thurman : Anne Pederson
- Griff Furst : Clark Pederson
- Rebekah Kochan : Francie
- David Shick : Dr. Richard Thornhill
- Thomas Downey : père Thomas Bates
- Michael Tower : père Williams
- Dean N. Arevalo : père Fletcher
- Shunquial Perpich : Julia
- Jeff Denton : Dr. Alex Rosa
- Kelly Swearingen : Margaret
- Brian J. Garland : père Vincenso[2]

## Réception critique
HorrorTalk a commenté que le film avait un bon début et une bonne fin, mais souffrait du milieu. Ils ont également estimé que l’actrice principale, Erica Roby, n’était « tout simplement pas assez expérimentée pour jouer un rôle aussi exigeant ».
Le film a un score d’audience de 24% sur Rotten Tomatoes.